# Корнилаев, Сергей Григорьевич
Сергей Григорьевич Корнилаев (род. 20 февраля 1955, Чуваш-Кубово, Башкирская АССР) — советский борец вольного стиля.
Заслуженный мастер спорта СССР по вольной борьбе (1978), четырёхкратный чемпион мира (1978, 1979, 1981, 1982), чемпион Европы (1984), бронзовый призёр XXII Олимпийских игр (1980), обладатель Кубка мира.

## Биография
Выступал в легчайшей весовой категории до 48 кг. Представлял спортивное общество «Трудовые резервы».
В 2025 году член Межрегиональной общественной организации выходцев из Чувашии – товарищества офицеров «Сыны Отечества».

## Награды
- Орден Дружбы народов
- Орден «За заслуги перед Чувашской Республикой» (2025)
- Медаль ордена «За заслуги перед Чувашской Республикой» (23 марта 2015) — за многолетний добросовестный труд во благо Чувашской Республики и активную общественную деятельность

## Признание
В честь борца проводятся турниры на призы Сергея Корнилаева:
- Международный турнир по вольной борьбе имени Сергея Корнилаева (Москва, спорткомплекс «Трудовые резервы»);
- Новогодний турнир по вольной борьбе (Москва, Перово, спорткомплекс «Луч»).[2]
- В Канашском районе Чувашии проводится традиционный республиканский турнир по вольной борьбе среди юношей на призы Сергея Григорьевича Корнилаева.[3]
- В Иглинском районе Башкортостана проводится Республиканский турнир по вольной борьбе на призы С. Г. Корнилаева.[4]